# VK Tioumen (volley-ball féminin)
VK Tioumen est un club russe de volley-ball fondé en 2003 et basé à Tioumen, évoluant pour la saison 2018-2019 en Majeure Ligue A. 

## Effectifs

### Saison 2020-2021
| No                                               | Nom                                              | Date de naissance                                | Taille                         | Poids                          | Poste                          |
| ------------------------------------------------ | ------------------------------------------------ | ------------------------------------------------ | ------------------------------ | ------------------------------ | ------------------------------ |
| 1                                                | Maria Ouchkova                                   | 16 décembre 1992                                 | 180                            | 65                             | Passeuse                       |
| 3                                                | Sofia Varentsova                                 | 28 mars 2001                                     | 187                            |                                | Centrale                       |
| 7                                                | Veronika Raspoutnaïa                             | 29 août 2001                                     | 177                            | 71                             | Passeuse                       |
| 10                                               | Viktoria Velissevitch                            | 25 octobre 1996                                  | 188                            |                                | Centrale                       |
| 11                                               | Ksenia Serova                                    | 27 décembre 2001                                 | 190                            |                                | Réceptionneuse-attaquante      |
| 12                                               | Anastassia Tchibrik                              | 12 janvier 1996                                  | 180                            |                                | Centrale                       |
| 13                                               | Anastassia Jestkova                              | 8 décembre 1999                                  | 183                            |                                | Réceptionneuse-attaquante      |
| 14                                               | Alena Bek                                        | 26 janvier 1994                                  | 170                            |                                | Libero                         |
| 17                                               | Ievguenia Bassakova                              | 8 août 1999                                      | 186                            |                                | Centrale                       |
| 18                                               | Daria Fedosseïeva                                | 14 mars 1998                                     | 184                            |                                | Réceptionneuse-attaquante      |
| 19                                               | Nina Deviatkova                                  | 29 mars 2003                                     | 190                            |                                | Centrale                       |
|                                                  |                                                  |                                                  |                                |                                |                                |
| Encadrement technique                            | Encadrement technique                            |                                                  | Légende                        | Légende                        | Légende                        |
| Entraîneur : Natalia Tchoumakova                 | Entraîneur : Natalia Tchoumakova                 | Entraîneur : Natalia Tchoumakova                 | : Capitaine                    | : Capitaine                    | : Capitaine                    |
| Entraîneur(s) adjoint(s) : Natalia Vassiltchenko | Entraîneur(s) adjoint(s) : Natalia Vassiltchenko | Entraîneur(s) adjoint(s) : Natalia Vassiltchenko | : Joueuse blessée actuellement | : Joueuse blessée actuellement | : Joueuse blessée actuellement |